# Frederick Spencer, IV conte Spencer
Frederick Spencer, IV conte Spencer (Londra, 14 aprile 1798 – Brighton, 27 dicembre 1857), è stato un nobile e politico inglese.

## Biografia

### Infanzia ed educazione
Era il quinto figlio di George Spencer, II conte Spencer e Lady Lavinia, figlia di Charles Bingham, I conte di Lucan. Era il fratello minore di John Spencer, III conte Spencer. Fu battezzato alla St Martin-in-the-Fields e studiò a Eton dal 1808 al 1811.

### Carriera navale
Spencer si unì alla Royal Navy come guardiamarina il 18 settembre 1811 e combatté nelle guerre napoleoniche nel Mediterraneo tra il 1811 e il 1815. Per un certo periodo prestò servizio sotto il fratello, il capitano Robert Cavendish Spencer come tenente a bordo della sua nave HMS Owen Glendower, prima di ricevere il suo comando, quello del brigantino HMS Alacrity nella South America Station. Fu promosso al grado di capitano il 26 agosto 1822. Durante la Guerra d'indipendenza greca comandò l' HMS Talbot nella battaglia di Navarino il 20 ottobre 1827. L'anno seguente combatté con la Brigata Navale nella Campagna di Morea.

### Carriera politica
Spencer si ritirò dalla vita militare e fu eletto membro Whig dal Parlamento per Worcestershire nel 1831. Ha tenuto questa sede fino al 1832 e quindi rappresentato Midhurst (1832-1834 e 1837-1841). In seguito è stato uno scudiero in casa della Duchessa di Kent (madre della Regina Vittoria) (1840-1845). Nel 1845 succedette a suo fratello maggiore nella contea e prese il suo posto nella Camera dei Lords.
Quando i Whig arrivarono al potere sotto Lord John Russell nel 1846, Lord Spencer fu nominato Lord Chamberlain of the Household. Divenne un membro del Privy Council nello stesso anno. Si dimise da Lord Chamberlain nel 1848 ma tornò al governo come Lord Steward of the House all'inizio del 1854 sotto Lord Aberdeen, un incarico che mantenne fino a poco prima della sua morte nel 1857. Fu anche promosso a Contrammiraglio nel 1852 e a Vice-Ammiraglio (nella lista di riserva) nel 1857.

### Primo matrimonio
Sposò, il 23 febbraio 1830, la cugina, Georgiana Poyntz (1799-1851), figlia di William Stephen Poyntz e di Elizabeth Mary Browne. Ebbero tre figli.

### Secondo matrimonio
Sposò, il 9 agosto 1854, Adelaide Horatia Seymour (1825-1877), figlia di Sir Horace Seymour e un pronipote di Francis Seymour-Conway, I marchese di Hertford. Ebbero due figli.

### Morte
Lord Spencer morì presso la sede di famiglia a Althorp, nel dicembre del 1857, 59 anni, e gli succedette nella contea il suo unico figlio del suo primo matrimonio, John, che divenne un importante politico liberale. Il figlio di Spencer del suo secondo matrimonio, Charles, è stato anch'egli un politico di successo liberale. Era il bisnonno di Diana, principessa del Galles. La Contessa Spencer morì a Guilsborough, Northamptonshire, nel mese di ottobre 1877, all'età di 52 anni.

## Discendenza
Il Conte Spencer si sposò due volte:
- Dal primo matrimonio con Georgiana Poyntz nacquero:
  - Lady Georgina Frances Spencer (1832-1852);
  - John Spencer, V conte Spencer (1835-1910);
  - Lady Sarah Isabella Spencer (1838-1919).
- Con Adelaide Horatia Seymour, sua seconda moglie, ebbe:
  - Lady Victoria Alexandrina Spencer (1855-1906), sposò William Mansfield, I visconte Sandhurst, ebbero due figli;
  - Charles Spencer, VI conte Spencer (1857-1922).

## Ascendenza
|                                     |                           |                              | Genitori                          |  |  | Nonni |  |  | Bisnonni     |  |  | Trisnonni                                |  |
|                                     |                           |                              |                                   |  |  |       |  |  | John Spencer |  |  | Charles Spencer, III conte di Sunderland |  |
|                                     |                           |                              |                                   |  |  |       |  |  | John Spencer |  |  | Charles Spencer, III conte di Sunderland |  |
|                                     |                           | Anne Churchill               |                                   |  |  |       |  |  | John Spencer |  |  |                                          |  |
| John Spencer, I conte Spencer       |                           |                              |                                   |  |  |       |  |  | John Spencer |  |  |                                          |  |
|                                     |                           | Georgiana Caroline Carteret  | John Carteret, II conte Granville |  |  |       |  |  |              |  |  |                                          |  |
|                                     |                           | Georgiana Caroline Carteret  | John Carteret, II conte Granville |  |  |       |  |  |              |  |  |                                          |  |
|                                     |                           | Georgiana Caroline Carteret  | Frances Worsley                   |  |  |       |  |  |              |  |  |                                          |  |
| George Spencer, II conte Spencer    |                           | Georgiana Caroline Carteret  |                                   |  |  |       |  |  |              |  |  |                                          |  |
|                                     |                           | Stephen Poyntz               | William Poyntz                    |  |  |       |  |  |              |  |  |                                          |  |
|                                     |                           | Stephen Poyntz               | William Poyntz                    |  |  |       |  |  |              |  |  |                                          |  |
|                                     |                           | Stephen Poyntz               | Jane Monteage                     |  |  |       |  |  |              |  |  |                                          |  |
| Margaret Poyntz                     |                           | Stephen Poyntz               |                                   |  |  |       |  |  |              |  |  |                                          |  |
|                                     |                           | Anna Maria Mordaunt          | Lewis Mordaunt                    |  |  |       |  |  |              |  |  |                                          |  |
|                                     |                           | Anna Maria Mordaunt          | Lewis Mordaunt                    |  |  |       |  |  |              |  |  |                                          |  |
|                                     |                           | Anna Maria Mordaunt          | Mary Collyer                      |  |  |       |  |  |              |  |  |                                          |  |
| Frederick Spencer, IV conte Spencer |                           | Anna Maria Mordaunt          |                                   |  |  |       |  |  |              |  |  |                                          |  |
|                                     | John Bingham, V baronetto | George Bingham, IV baronetto |                                   |  |  |       |  |  |              |  |  |                                          |  |
|                                     | John Bingham, V baronetto | George Bingham, IV baronetto |                                   |  |  |       |  |  |              |  |  |                                          |  |
|                                     | John Bingham, V baronetto | Mary Scott                   |                                   |  |  |       |  |  |              |  |  |                                          |  |
| Charles Bingham, I conte di Lucan   | John Bingham, V baronetto |                              |                                   |  |  |       |  |  |              |  |  |                                          |  |
|                                     |                           | Anne Vesey                   | Agmondisham Vesey                 |  |  |       |  |  |              |  |  |                                          |  |
|                                     |                           | Anne Vesey                   | Agmondisham Vesey                 |  |  |       |  |  |              |  |  |                                          |  |
|                                     |                           | Anne Vesey                   | Charlotte Sarsfield               |  |  |       |  |  |              |  |  |                                          |  |
| Lavinia Bingham                     |                           | Anne Vesey                   |                                   |  |  |       |  |  |              |  |  |                                          |  |
|                                     |                           | James Smith                  | James Smith                       |  |  |       |  |  |              |  |  |                                          |  |
|                                     |                           | James Smith                  | James Smith                       |  |  |       |  |  |              |  |  |                                          |  |
|                                     |                           | James Smith                  | Frances Smith                     |  |  |       |  |  |              |  |  |                                          |  |
| Margaret Smith                      |                           | James Smith                  |                                   |  |  |       |  |  |              |  |  |                                          |  |
|                                     |                           | Grace Dyke                   | Edward Dyke                       |  |  |       |  |  |              |  |  |                                          |  |
|                                     |                           | Grace Dyke                   | Edward Dyke                       |  |  |       |  |  |              |  |  |                                          |  |
|                                     |                           | Grace Dyke                   | Elizabeth Blackford               |  |  |       |  |  |              |  |  |                                          |  |
|                                     |                           | Grace Dyke                   |                                   |  |  |       |  |  |              |  |  |                                          |  |